# Mitophis asbolepis
Mitophis asbolepis är en kräldjursart som beskrevs av  Thomas MCDIARMID och THOMPSON 1985. Mitophis asbolepis ingår i släktet Mitophis och familjen äkta blindormar. Inga underarter finns listade i Catalogue of Life.
Arten förekommer i sydvästra delen av Dominikanska republiken på Hispaniola. Honor lägger ägg.